# 대한국민항공
대한국민항공(大韓國民航空, 영어: Korean National Airlines)은 대한민국의 최초 항공사로 1948년부터 1962년까지 존재했다.

## 역사

### 비행학교 설립후 항공사로 전환
전북 고창의 갑부 신용욱은 1922년 일본 오쿠리비행학교를 졸업하고 조종사면허를 받았다. 그는 일본의 동아항공전문학교를 거쳐 미국 실라헬리콥터학교 조종과를 졸업, 미국 헬리콥터 조종사면허도 받았다. 1930년 미국서 귀국한 신용욱은 한국 최초의 '조선비행학교'를 설립하고 일본 육군과 해군에 입대할 조종사를 양성해서 일본군에 입대를 시켰다. 이 때 20여명의 조선인이 조종사로 선발되면서 일본의 비행학교와 일본군에 입대를 한다. 조선비행학교 교장 신용욱은 1936년 10월 회사의 이름을 '조선항공사업사'로 바꾸고 항공운송사업에 투자하기 시작했다. 그는 먼저 서울-이리 간의 정기항공노선을 개설하고 3인승 복엽기 (가스덴KR-2)를 도입해 1대로 주 2회 운항하기 시작했다. 그런 가운데 광주 시민들의 노선 증편 요청에 힘입어 서울-이리-광주 노선 이 개설 되면서 국내 최초의 지역민항 사업자가 탄생을 하게 되었다.
일본항공운송(주)보다는 비록 보잘 것 없는 3인승 복엽기를 활용한 항공운송사업 이었지만 한국인 최초로 세운 항공사라는 점에서는 당시의 한국 국민들의 사기를 높여주는 등 의미가 크다. 신용욱의 항공사가 돈을 벌자 일본 정부와 조선총독부는 조선항공사업사에 관심을 갖게 된다. 일본정부는 일본 해군에서 DC-3 수송기(쌍발기,29인 승.1935년 미국제작.)를 인수하도록 주선하고 또한, 일본 육군으로부터는 복엽기 10대를 불하 받으면서 신용욱의 사업은 점차 사세를 확장 하기 시작했다.

### 국제선 하이난섬 취항과 2차대전 해군기 제작
일본 정부의 항공기 육성 지원 정책의 하나로 항공기 운영사업자인 친일파 신용욱에게 항공기를 불하하고 정부의 자금을 지원해 '조선항공사업사'는 돈 한푼 들이지 않고 항공사업을 키울 수 있는 행운까지 얻게 되었다. 조선항공사업사는 사세 확장을 계기로 중국 해남도에 부정기 취항을 하면서 DC-3 수송기로 사업은 물론 일본인을 실어 나르는 사업을 할 수 있었다. 그러나 2차 대전이 시작되면서 신용욱의 모든 비행기는 일본에 징발이 되었으며 그후 모든 항공사업이 중단되는 위기를 겪었다.
1942년 6월 신용욱은 일본 군의 압력에 따라 조선항공공업(주)를 설립해 항공기 제작사업에 뛰어들게 되었다. 이때 삼양사 역시 일본정부에 압력에 따라 수익금의 일부로 방위성금으로 전투기를 구입해 일본에 헌납한다. 신용욱사장이 조선항공공업에 뛰어들게 된 동기는 일본의 군수 항공정책이 시작되면서 부터인데 이사업을 주도한것은 일본 해군 항공이었다. 일본은 제 2차 세계대전으로 일본의 항공제작사가 공격을 받자 일본 현지의 나카지마항공공업(주)를 당시 조선의 부산 부전동 대지 20만평의 대지위로 모든 항공기 제작 시설을 옮겨 신용욱으로 하여금 항공기를 제작 하게 했다. 항공기 제작 시설이 가동되면서 일본제 해군 1,2,3호기가 제작 됐지만 전쟁중의 물자 부족으로 추가 생산을 하지 못했다. 일본의 패망으로 8.15해방을 맞으면서 조선항공공업은 미국에 의해 군사 시설로 간주되면서 모두 폐기처분되었다.

### 해방 이후 해외여행 수요의 급감
조선항공사 사장인 신용욱은 미군정청과 협의하여 회사를 존속시키며 서울의 한성상회(이응직)에게 돈을 빌려 미 군정청으로부터 일본군 비행기 수백대를 헐값으로 구입하고 고철로 처리하여 막대한 이익을 보았다. 고철로 돈을 번 신용욱은 미군정의 허가를 받아 1946년 3월 1일 대한국민항공사(영어: Korea National Airlines)(1948년 10월까지는 대한국제항공사)로 이름을 바꾸고 영업을 재개했다. 1946년 4월 6일에는 윤치영을 사장으로 영입하여 1947년 2월까지 재직했다. 윤치영이 미군정 재산처분국장으로 복직하면서 신용욱이 다시 회사를 맡아서 운영했다.
그러나 수요 급감과 환율 상승으로 인한 운영상의 어려움과 신용욱 사장이 자살하면서 한성상회의 이응직 사장이 대한국민항공사의 경영권을 인수를 추진했으나 1962년 대한민국 정부가 출자하여 인수하면서 대한항공공사를 설립하였다.

## 운항 노선
대한국민항공은 후술할 노선들을 운영했다:
- 부산 - 1957년에 매일 3회 더글러스 DC-3으로 운항; 1961년까지 매일 2번 더글러스 DC-3 및 더글러스 DC-4로 운항
- 강릉 - 1957년에 매주 4회 더글러스 DC-3으로 운항; 1961년에 주 1회로 감소
- 광주 - 1957년에 주 2회 더글러스 DC-3으로 운항; 1961년에 주간 운항
- 홍콩 - 1957년에 주간 DC-4 운항; 1961년에 주간 콘스털레이션 운항
- 시애틀 - 1959년 8월에 유학생 전용 부정기 운항
- 마닐라 - 1954년 아시안 게임 참가 선수 전용 운항
- 제주 - 1961년에 광주 경유 주간 3회 더글러스 DC-3 운항
- 서울 - 허브

## 보유 기종[1]
- 더글러스 DC-3 4대
- 더글러스 DC-4 2대
- L-749 콘스틸레이션 1대

## 사건 및 사고
- 창랑호 납북 사건

## 같이 보기
- 대한항공

## 참고 문헌
- http://blog.naver.com/mbmin/60008264442
- 노고지리의 증언 (한국항공대학교출판부 1999.3.29)
- http://news.chosun.com/site/data/html_dir/2010/01/21/2010012101878.html?srchCol=news&srchUrl=news1
- https://web.archive.org/web/20111008235317/http://koreandb.nate.com/history/people/detail?sn=5383
- https://web.archive.org/web/20120303031310/http://www.dailyjeonbuk.com/news/articleView.html?idxno=62220
- http://blog.ohmynews.com/post9/tag/KNA 보관됨 2012-12-16 - archive.today
- https://web.archive.org/web/20090102022534/http://www.koreanair.com/local/na/gd/eng/au/ci/eng_au_ci_ht.htm
- http://www.flightglobal.com/pdfarchive/view/1963/1963%20-%200550.html?search=Korean
- KNA 설립자와 조선일보 신문 편집기의 딸과 함께 인터뷰